# Света Јелена (острво)
Света Јелена (енгл. Saint Helena) је вулканско острво у јужном Атлантском океану. Име је добила по светој Јелени, мајци цара Константина.
Административно, Света Јелена је део Британске прекоморске територије Света Јелена, Асенсион и Тристан да Куња коју чине још и удаљена острва Асенсион и Тристан да Куња. На острву Света Јелена живи око 4.000 људи. Главни град Свете Јелене је Џејмстаун.
Власт суверена, краља Чарлса III, на острву представља гувернер.
До друге половине 2010их Света Јелена је била изузетно неприступачна. Поред бродова за крстарење који понекад стигну овамо, постојала је стална веза поштанским бродом који плови до Свете Јелене 26 пута годишње. Дуго очекивани аеродром је коначно пуштен у функцију крајем 2017 године, а 2023 је стигао и подводни Интернет кабл чиме је комуникација са спољним светом значајно олакшана.

## Историја
Због удаљености и неприступачне обале острво Света Јелена није имало домородачко становништво. Открио га је португалски истраживач Жоао да Нова 21. маја 1502. Британска источноиндијска компанија је узела власт на острву 1659. и довела прве насељенике.
Света Јелена је позната и по томе што је Наполеон I Бонапарта био протеран на ово острво октобра 1815. године, где је и умро (1821. године).
Света Јелена је добила статус Крунског поседа 1833.

## Географија
Острво има површину од 122 km2 (47 квадратних миља) и састоји се углавном од неравног терена вулканског порекла. Последње вулканске ерупције догодиле су се пре око 7 милиона година. Обална подручја су топлија и сушнија од централних делова, разуђена су са вегетацијом развијеном на вулканским стенама. Највиша тачка острва је Дијанин врх на 818 m (2.684 стопа). 1996. године он је постао први национални парк на острву. Већи део острва прекривен је новозеландским ланом, наслеђем некадашње индустрије. Постоји известан број аутохтоних стабала увећан плантажама, укључујући и она у оквиру пројекта „Миленијумска шума”, који је установљен 2002. године како би се обновила, посебно аутохтоним гумом, делом изгубљена „Велика шума”. Пројектом данас руководи Национални фонд Свете Јелене.

## Привреда
Територија има неколико природних ресурса. Пољопривреда и туризам су главне економске активности. Око 1700 житеља ради дуж обале. У новембру 2011. године потписан је уговор између Владе Свете Јелене и компаније Basil Read око изградње аеродрома на острву. Аеродром би могао да трансформише Свету Јелену из острва у опадању у просперитетну и напредну заједницу. Уз изградњу аеродрома у току, Света Јелена спроводи низ реформи у кључним областима, подстицање унутрашњих инвестиција и повећани туризам.

## Подела Свете Јелене
Света Јелена је подељена на осам округа који имају свој друштвени центар.
|        | Округ          | Број становника | Површина |
| ------ | -------------- | --------------- | -------- |
| 1.     | Аларм Форест   | 276             | 5.9      |
| 2.     | Блу Хил        | 153             | 36.5     |
| 3.     | Халф Чри Холов | 901             | 1.6      |
| 4.     | Џејмстаун      | 714             | 3.6      |
| 5.     | Левелвуд       | 316             | 14.0     |
| 6.     | Лонгвуд        | 715             | 33.4     |
| 7.     | Санди Бај      | 205             | 15.3     |
| 8.     | Свети Пауло    | 795             | 11.4     |
| Укупно | 121.7          | 4225            | -        |